# Nazionale olimpica di calcio della Costa d'Avorio
La nazionale olimpica ivoriana di calcio è la rappresentativa calcistica della Costa d'Avorio ai Giochi olimpici. Ha raggiunto due volte la qualificazione al torneo olimpico.

## Storia

### 2008
La nazionale olimpica ivoriana esordisce a Pechino 2008. Nella partita d'esordio perde 1-2 contro l'Argentina, futura medaglia d'oro. Vince 4-2 contro la Serbia e poi 1-0 contro la Nuova Zelanda e si qualifica ai quarti da seconda. Ai quarti perde 0-2 contro la Nigeria, poi finalista. Chiude il torneo con sei gol fatti e sei subiti; due vittorie e due sconfitte in quattro incontri.

### 2020
La Costa d'Avorio fa la sua seconda apparizione olimpica ai Giochi di Tokyo 2020, disputati nel 2021 a causa della pandemia di COVID-19. Inserita nel gruppo D con Brasile, Germania e Arabia Saudita, fa il suo esordio il 22 luglio battendo 2-1 gli arabi. Nel secondo incontro pareggia a sorpresa per 0-0 contro i campioni uscenti del Brasile e si presenta nell'incontro decisivo con 4 punti contro i 3 dei tedeschi, sconfitti in precedenza dai brasiliani. Gli ivoriani si portano in vantaggio nel secondo tempo e la Germania non va oltre il pareggio raggiunto qualche minuto dopo, il risultato finale di 1-1 qualifica la Costa d'Avorio. Nella rocambolesca sfida dei quarti di finale persa ai supplementari con la Spagna, gli ivoriani vanno in vantaggio e si fanno raggiungere nel primo tempo; tornano in vantaggio per 2-1 al primo minuto di recupero del secondo tempo con la rete Max Gradel e vengono nuovamente raggiunti due minuti dopo. Grazie a un rigore, gli spagnoli si portano sul 3-2 nel primo tempo supplementare e dilagano nel finale vincendo 5-2.

## Statistiche dettagliate sui tornei internazionali
Nota bene: come previsto dai regolamenti FIFA, le partite terminate ai tiri di rigore dopo i tempi supplementari sono considerate pareggi.

### Olimpiadi
| Anno | Luogo             | Piazzamento      | V | N | P | Gol |
| ---- | ----------------- | ---------------- | - | - | - | --- |
| 1952 | Helsinki          | Non partecipante | - | - | - | -   |
| 1956 | Melbourne         | Non partecipante | - | - | - | -   |
| 1960 | Roma              | Non partecipante | - | - | - | -   |
| 1964 | Tokyo             | Non partecipante | - | - | - | -   |
| 1968 | Città del Messico | Non partecipante | - | - | - | -   |
| 1972 | Monaco di Baviera | Non partecipante | - | - | - | -   |
| 1976 | Montréal          | Non partecipante | - | - | - | -   |
| 1980 | Mosca             | Ritirata         | - | - | - | -   |
| 1984 | Los Angeles       | Non partecipante | - | - | - | -   |
| 1988 | Seul              | Non qualificata  | - | - | - | -   |
| 1992 | Barcellona        | Ritirata         | - | - | - | -   |
| 1996 | Atlanta           | Non partecipante | - | - | - | -   |
| 2000 | Sydney            | Non qualificata  | - | - | - | -   |
| 2004 | Atene             | Non qualificata  | - | - | - | -   |
| 2008 | Pechino           | Quarti di finale | 2 | 0 | 2 | 6:6 |
| 2012 | Londra            | Non qualificata  | - | - | - | -   |
| 2016 | Rio de Janeiro    | Non qualificata  | - | - | - |     |
| 2020 | Tokyo             | Quarti di finale | 1 | 2 | 1 | 5:7 |

## Tutte le rose

### Giochi olimpici
Calcio ai Giochi Olimpici Estivi 20081 Angban, 2 Wawa, 3 Viera, 4 Bamba, 5 Angoua, 6 Kambou, 7 Coulibaly, 8 Kalou, 9 Dja Djédjé, 10 Koné, 11 Moura-Komenan, 12 Bagayoko, 13 Guié Gneki, 14 Gervinho, 15 Ladji, 16 Okoua, 17 N'Gossan, 18 Cissé, CT: Gili
Calcio ai Giochi Olimpici Estivi 20201 Nagoli, 2 Gnaka, 3 Bailly, 4 Dabila, 5 I. Diallo, 6 Singo, 7 I. Doumbia, 8 Kessié, 9 Dao, 10 A. Diallo, 11 Kouamé, 12 Kouassi, 13 K. Keïta, 14 Bayo, 15 Gradel, 16 Eliezer, 17 Ouattara, 18 Timité, 19 Koffi, 20 A. Doumbia, 21 M. Keita, 22 Tié, CT: Haïdara